# Morti nel 932
| Questa pagina contiene informazioni ricavate automaticamente dalle voci biografiche con l'ausilio del template Bio e di un bot. L'aggiornamento è periodico e automatico e ricostruisce completamente la pagina. Se manca una persona in questa lista, sei pregato di non aggiungerla, ma accertati piuttosto che la sua voce biografica contenga il template Bio e che i dati anagrafici siano correttamente compilati. Se il template Bio manca, inseriscilo tu stesso o, in alternativa, metti l'avviso {{tmp\|Bio}} che ne segnala la mancanza. Se i dati riportati sono sbagliati, correggi direttamente la voce biografica; le modifiche saranno visibili in questa lista entro pochi giorni. Per chiarimenti vedi il progetto biografie. La lista contiene solo le 9 persone che sono citate nell'enciclopedia e per le quali è stato implementato correttamente il template Bio. Pagina aggiornata al 10 feb 2025. |

- 27 febbraio - Cosma III di Alessandria, arcivescovo cristiano orientale egiziano
- 1º giugno - Tietmaro di Merseburgo, nobile tedesco (n. 855)
- 31 ottobre - Al-Muqtadir, arabo (n. 895)
- Cristodulo di Alessandria, arcivescovo siriano
- Guimerra di Carcassonne, vescovo
- Harald I di Norvegia, re norvegese
- Principe Kanemi, poeta giapponese (n. 866)
- Rollone, condottiero normanno
- Fujiwara no Sadakata, poeta e nobile giapponese (n. 873)